# Лещина, Сергей Иванович
Сергей Иванович Лещина (Вальков) (28 июня 1964, Москва, СССР — 10 июня 1997, Москва, Россия) — советский, российский бард, поэт.

## Биография
Родился 28 июня 1964 года в Москве.
В 1979 году окончил училище по специальности столяр-краснодеревщик. Работал преподавателем трудовой дисциплины в школе, что находилась в парке им. Павлика Морозова (быв. Краснопресненский р-н г. Москвы); столяром в Государственном Академическом Центральном театре кукол (ГАЦТК) им. С. В. Образцова. Увлекался туризмом, спелеологией (спелестологией).
Участвовал в семинаре Дмитрия Сухарева (с 1983); на Таллинском фестивале КСП (1984) награждён дипломом за исполнение авторской песни; лауреат конкурса авторов III фестиваля самодеятельной песни МГУ (1986 год). С 1996 года — член Союза российских писателей.
Умер 10 июня 1997 года в Москве на 33-м году жизни. Похоронен на Ново-Хованском кладбище.

## Творчество
Писать стихи и песни Сергей Лещина начал с конца 1970-х годов. Заметное влияние на творчество Сергея Лещины оказало творчество Иосифа Бродского — хотя здесь речь идёт не о подражании, а о творческой переработке приёмов стихосложения.
Автор более 100 песен (в основном на свои стихи), стихотворений, поэм, прозы.

## Публикации
- 1989 г. — журнал «Менестрель» № 3 (41);
- 1993 г. — газета «Старицкий вестник» № 59 (9808);
- 1997 г. — авторский сборник «Быть странником…»;
- 1998 г. — авторский сборник «Мяу!» (стихи, повесть «Yesterday»);
- 2009 г. — литературный альманах «Конец эпохи» (подборка стихов).